# Curling na Zimních olympijských hrách 1992
Curling na zimních olympijských hrách 1992 byl ukázkovým sportem. Soutěže se konaly na sportovišti Patinoire olympique v Pralognan-la-Vanoise vzdáleného asi 50 km od hostitelského města Albertville. Bylo to již potřetí co byl curling ukázkovým sportem na zimních olympijských hrách.

## Pořadí zemí
| Pořadí | Země                         | 1. místo | 2. místo | 3. místo | Celkově |
| ------ | ---------------------------- | -------- | -------- | -------- | ------- |
| 1.     | Německo (GER)                | 1        | 0        | 0        | 1       |
| 1.     | Švýcarsko (SUI)              | 1        | 0        | 0        | 1       |
| 3.     | Norsko (NOR)                 | 0        | 2        | 0        | 2       |
| 4.     | Kanada (CAN)                 | 0        | 0        | 1        | 1       |
| 4.     | Spojené státy americké (USA) | 0        | 0        | 1        | 1       |
|        | Celkem                       | 2        | 2        | 2        | 6       |

## Ukázkové soutěže
| Disciplína  | 1. místo | 2. místo | 3. místo |
| ----------- | --- | --- | --- |
| turnaj muži | Švýcarsko (SUI) · Urs Dick · Jürgen Dick · Robert Hürlimann · Thomas Kläy · Peter Däppen                          | Norsko (NOR) · Tormod Andreassen · Stig-Arne Gunnestad · Flemming Davanger · Kjell Berg · Pål Trulsen          | Spojené státy americké (USA) · Bud Somerville · Tim Somerville · Mike Strum · Bill Strum · Bob Nichols         |
| turnaj ženy | Německo (GER) · Andrea Schöppová · Stephanie Mayrová · Monika Wagnerová · Sabine Huthová · Christiane Scheibelová | Norsko (NOR) · Dordi Nordbyová · Hanne Pettersenová · Mette Halvorsenová · Anne Jøtunová · Marianne Aspelinová | Kanada (CAN) · Julie Suttonová · Jodie Suttonová · Melissa Soligová · Karri Willmsová · Elaine Dagg-Jacksonová |